# クリストフ・ビーラー
クリストフ・ビーラー（Christoph Bieler、1977年10月28日 - ）はオーストリア・チロル州ハル・イン・チロル出身のノルディック複合選手である。

## 経歴
1998年長野オリンピックのノルディック複合15km個人、4ｘ5km団体に出場。個人19位、団体4位の結果を残した。2002年ソルトレークシティオリンピックのノルディック複合では、15km個人、7.5kmスプリント、4x5km団体（ミヒャエル・グルーバー、マリオ・シュテヒャー、フェリックス・ゴットヴァルト）の3種目に出場、個人15位、スプリント16位であったが、団体で3位に入り銅メダルを獲得。オリンピック、世界選手権を通じて初のメダル獲得となる。そして、2006年トリノオリンピックの4x5km団体（グルーバー、ゴットヴァルト、シュテヒャー）で優勝、金メダルを獲得した。この大会でも他の2種目に出場し、結果は個人13位、スプリント23位であった。2010年バンクーバーオリンピックでは個人2種目に出場、ノーマルヒル25位、ラージヒル10位だった。
世界選手権では、2003年の4x5km団体（グルーバー、ヴィルヘルム・デニフル、ゴットヴァルト）で金メダル、2005年大会の4x5km団体（グルーバー、ダビット・クライナー、ゴットヴァルト）で銅メダルを獲得している。ノルディック複合・ワールドカップでは総合4位が自己最高位（2006-2007シーズン）、通算5勝（2位3回、3位7回、2011-2012シーズン終了時点）。